# Toddiana daviesae
Toddiana daviesae är en spindelart som beskrevs av Forster 1988. Toddiana daviesae ingår i släktet Toddiana och familjen Cyatholipidae.
Artens utbredningsområde är Queensland. Inga underarter finns listade i Catalogue of Life.